# Ghosts ’n’ Stuff
Ghosts ’n’ Stuff (teilweise auch Ghosts N Stuff geschrieben, englisch für Geister und so) ist ein Lied von Deadmau5 in Zusammenarbeit mit Rob Swire, welcher damals Sänger der Electronic-Band Pendulum war. Veröffentlicht wurde das Lied erstmals am 27. Oktober 2008 bei Beatport. Der Titel ist auf dem Album For Lack of a Better Name enthalten. Auch eine Version ohne Swire wurde veröffentlicht.

## Hintergründe
Nachdem Swire und Deadmau5 sich bereits vorher getroffen hatten, entschieden sie sich, gemeinsam einen Song zu produzieren. Der Song wurde ursprünglich für eine Show von Pete Tong im Programm von BBC Radio 1 produziert. Damals trug der Song noch den Namen „Hotel“, da er in einem Hotel gemacht wurde. Seine Premiere feierte der Song dann während einer Live-Audienz der HARD Haunted Mansion 2008.

## Musikvideo
Das Musikvideo, welches von Colin O’Toole in Toronto gedreht wurde, wurde erstmals am 19. August 2009 auf YouTube veröffentlicht. Dort bekam es über 49 Millionen Zugriffe. Zu der Version ohne Rob Swire wurde kein Musikvideo gedreht, nur reine Audios sind auf YouTube.

## Kritiken
David Balls von Digital Spy hatte eine positive Meinung zum Lied: Er meinte, der Song sei nicht dermaßen radio-kommerziell wie Produktionen von David Guetta, klinge aber auf dem Dancefloor genau so gut. Von Hörern der australischen Radiostation Triple J wurde das Lied auf Platz 96 der besten Lieder des Jahres 2009 gewählt.

## Kommerzieller Erfolg

### Chartplatzierungen
Der Song konnte in der ersten Woche keine Platzierung in den britischen Charts erreichen, in der nächsten Woche jedoch debütierte er auf Platz 61. Die Höchstplatzierung wurde Platz 12. Insgesamt blieb die Single neun Wochen in den Top 100. In Kanada konnte man außerdem Platz 53 erreichen.
| ChartsChartplatzierungen     | Höchstplatzierung | Wochen |
| ---------------------------- | ----------------- | ------ |
| Vereinigtes Königreich (OCC) | 12 (9 Wo.)        | 9      |

### Auszeichnungen für Musikverkäufe
| Land/Region                  | Auszeichnungen für Musikverkäufe (Land/Region, Auszeichnung, Verkäufe) | Verkäufe  |
| ---------------------------- | ---------------------------------------------------------------------- | --------- |
| Kanada (MC)                  | 3× Platin                                                              | 240.000   |
| Vereinigte Staaten (RIAA)    | 2× Platin (mit Solo) · + Gold (mit Rob Swire)                          | 2.500.000 |
| Vereinigtes Königreich (BPI) | Gold                                                                   | 400.000   |
| Insgesamt                    | 2× Gold · 5× Platin ·                                                  | 3.140.000 |

## Verwendung in den Medien
Das Lied wurde im Film The Art of Flight und in der Werbung für die fünfte Staffel von America’s Best Dance Crew als Hintergrundmusik verwendet. Nick Swisher, ein Baseballspieler der New York Yankees, ließ das Lied als „At-Bat-Song“ spielen, wenn er im Spiel einen Erfolg feiern konnte. In einer Episode von Beavis and Butt-Head wurde das Musikvideo verwendet. Im Film Männertrip kommt das Lied auch an einer Stelle vor. In einem Werbespot für PlayStation Move fand der Titel ebenfalls Verwendung. Daneben ist der Song in den Soundtracks der Spiele Need for Speed: Shift, Test Drive Unlimited 2 und DJ Hero 2 enthalten.